# Ondrej Glajza
Ondrej Glajza (* 22. März 1966 in Poprad) ist ein ehemaliger slowakischer Radrennfahrer und Weltmeister im Radsport.

## Sportliche Laufbahn
Glajza war im Straßenradsport und im Querfeldeinrennen (heutige Bezeichnung Cyclocross) aktiv. 1982 gewann er den tschechischen Pokal für Anfänger im Querfeldeinrennen (1984 gewann er diesen auch bei den Junioren). Ein Jahr später startete er für die Nationalmannschaft bei der Weltmeisterschaft der Junioren. Er bestritt parallel auch Straßenrennen, so gewann er 1984 die Friedensfahrt der Junioren. Zur Saisoneröffnung 1984 gewann er das Rennen Velká Bíteš–Brno–Velká Bíteš. 1984 wurde er Junioren-Weltmeister im Querfeldeinrennen (heutige Bezeichnung Cyclocross), das zu seiner Spezialdisziplin wurde. 1986 wurde er zum ersten Mal nationaler Meister vor Peter Hric. 1988 folgte ein weiterer Titel. Auch bei Straßenrennen blieb er erfolgreich, 1986 gewann er das Etappenrennen Uniqua-Classic in Österreich. Seinen größten sportlichen Erfolg hatte er mit dem Sieg bei den UCI-Weltmeisterschaften im Querfeldeinrennen der Amateure 1989, als er vor seinem Landsmann Radomír Šimůnek gewann. 1990 wurde er Berufsfahrer. Zweimal fuhr er in dieser Klasse die Weltmeisterschaften, wurde 1990 27. und 1991 13. der Rennen. 1997 gewann er nochmals die nationale Meisterschaft, nun in der Eliteklasse.

## Familiäres
Er hat einen gleichnamigen Sohn, der ebenfalls als Radrennfahrer Spezialist für Querfeldeinrennen und Mountainbike-Sport wurde.